# HAAN 한길수
"HAAN 한길수"는 태평양 전쟁 발발 직전, 일본의 진주만 공격을 미국에 알리려고 했던 한국인 독립운동가 한길수를 다룬 영화로, 안재모가 한길수 역을 맡았다.

## 줄거리
한길수는 하와이를 거점으로 활동하는 독립운동가다. 전쟁 전 일본의 고급 군사 정보를 탐지하고자 동지들마저 배신하고 하와이 주재 일본 영사관에 침투한다.

## 등장인물
- 안재모 : 한길수 역
- 임유진 : 나나미 / 윤지인 역
- 고정일 : 요시카와 역
- 서미영 : 미에코 역
- 이영석 : 카페모토 역
- 한인수 : 박 목사 역
- 신우철 : 김동석 역
- 정민성 : 김동지 역
- 송승용 : 박동지 역
- 정종렬 : 와타나베 역
- 박영 : 외무장관 역
- 지상민 : 다케오 역
- 신국 : 50대 한인교인 역
- 이정훈 : 임정요원 4 역

## 영화에대한 평
그동안 알려지지않은 소재를 영화화와 주연배우 안재모의 연기등에서는 좋은 평을 받았으나 배우들의 미숙한 연기와 엉성해 보이는 짜임새와 긴장감을 살리지 못한 이야기 등이 비평받았다.

## 같이 보기
- 한길수
- 진주만 공격